# Lafraye
Lafraye ist eine französische Gemeinde mit 350 Einwohnern (Stand 1. Januar 2022) im Département Oise in der Region Hauts-de-France. Die Gemeinde liegt im Arrondissement Beauvais und ist Teil des Kantons Mouy.

## Geographie
Die Gemeinde liegt rund zwölf Kilometer nordöstlich von Beauvais.

## Einwohner
| 1962 | 1968 | 1975 | 1982 | 1990 | 1999 | 2006 | 2011 |
| ---- | ---- | ---- | ---- | ---- | ---- | ---- | ---- |
| 170  | 152  | 154  | 195  | 225  | 278  | 338  | 357  |

## Verwaltung
Bürgermeister (maire) ist seit 2008 Marie-Claude Devillers.

## Sehenswürdigkeiten

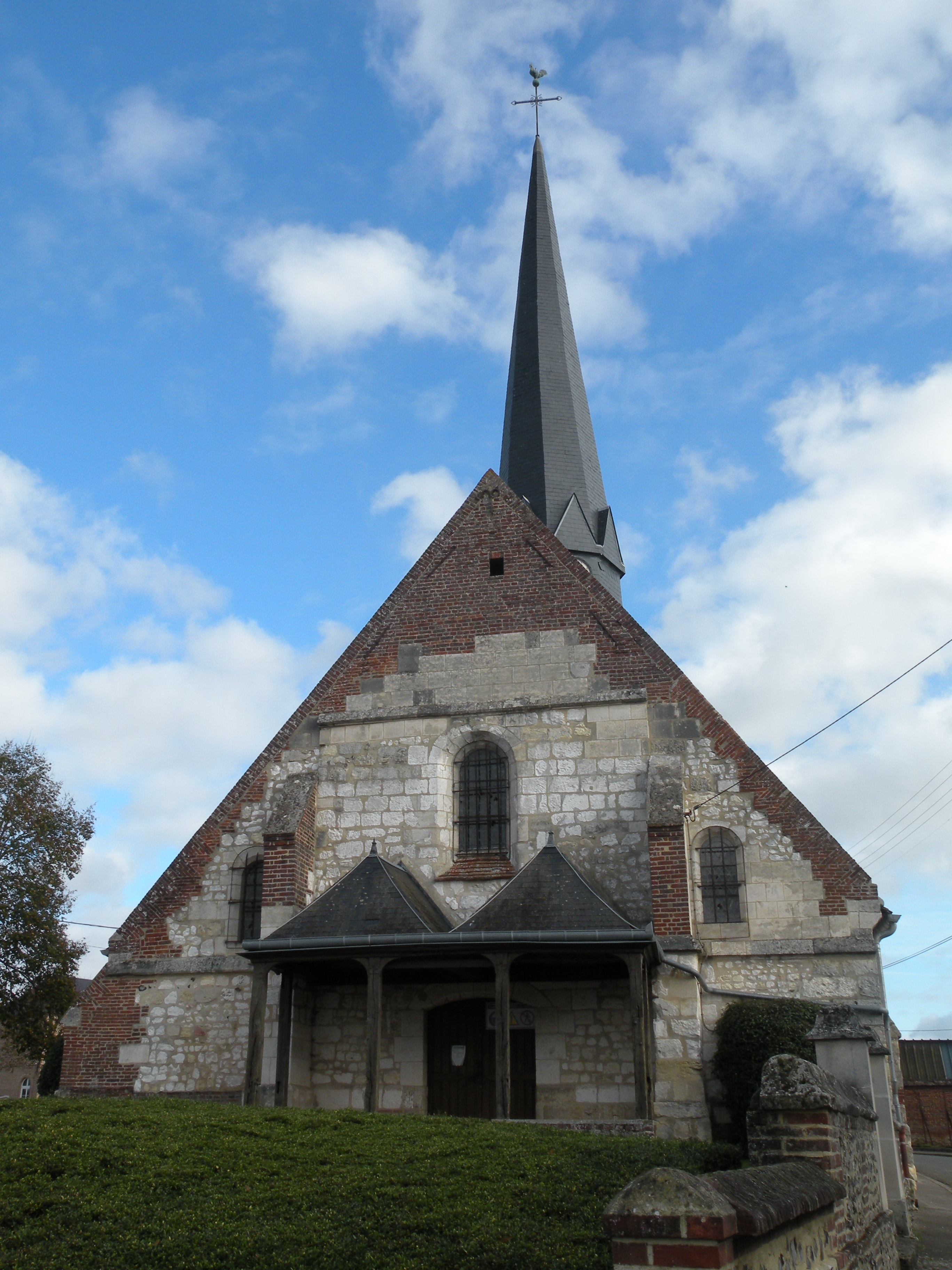
Kirche Saint-Nicolas

- Kirche Saint-Nicolas[1]